# 469 î.Hr.

## Nașteri
- Socrate, filosof grec (n. cca. 470 î.Hr.)